# 藤原文脩
藤原 文脩（ふじわら の ふみなが）は、平安時代中期の軍事貴族。名は文條（文条）、文修とも。鎮守府将軍・藤原千常の子。藤原秀郷の孫。佐藤氏・小山氏・足利氏を始めとする秀郷流藤原氏の祖系に属する人物の一人。

## 経歴
下野国押領使・内舎人を経た後、摂政藤原兼家60歳の賀料として皇太后宮詮子に任料を納めた結果、永延2年（988年）10月3日の臨時除目で鎮守府将軍に補任された。時に従五位下。このことから文脩は摂関家を本主として仰いでいたと考えられる。長保3年（1001年）2月には藤原行成に馬1疋を送っており、これは為尊親王へ献上された。某年2月3日に卒去したという。
鎌倉時代初期に成立した『二中歴』には、「一能歴」の武者・勢人の各項に「文脩将軍」の名が挙げられており、彼が名高い軍事貴族であったのみならず、本拠の下野で培った経済力を背景として大いに勢威を誇ったことが窺える。文脩の妻が藤原利仁の女であったとする系図の記事は、世代が整合しないためにそのまま信用する訳にはいかないものの、秀郷流藤原氏が坂東における利仁の地位・地盤を継承したことの反映として解釈する向きもある。
なお、南北朝時代に成立した播磨国の地誌『峰相記』によると、天徳年間に播磨揖保郡で勇健な武士が賊徒を従え、年貢・官物の輸送や旅人の往還を妨げたため、「文修将軍」が播磨に派遣されてこれらを誅罰することに成功し、この功により同国の押領使を給わったという。この逸話を裏付ける史料は何もないが、都の軍事貴族として内舎人の経歴を有した文脩が、将軍補任より前に地方の賊徒平定に起用され、押領使に任じられたこと自体は史実とみて特に不自然な点はない。

## 系譜
- 父：藤原千常
- 母：源通の娘[3]
- 妻：藤原利仁の娘?
  - 男子：藤原文行（?-?）
  - 男子：藤原兼光（?-?）
- 生母不明の子女
  - 男子：藤原条方